# Tjarns naturreservat
Tjarns naturreservat är ett naturreservat i Nordmalings kommun i Västerbottens län.
Området är naturskyddat sedan 2024 och är 12,5 hektar stort. Reservatet ligger öster om Lögdeälven och består av lövrik skog i en brant lutande nipa ner mot Lögdeälven, uppe ovanför sluttningen finns äldre sandtallskog.